# Lucas Abadamloora
Lucas Abadamloora (* 22. Dezember 1938 in Chiana bei Navrongo, Ghana; † 23. Dezember 2009 in Bolgatanga, Ghana) war ein ghanaischer Geistlicher und römisch-katholischer Bischof von Bolgatanga.

## Leben
Lucas Abadamloora, ältestes von sieben Kindern einer Bauernfamilie, besuchte ab 1948 das Internat St. Paul’s School in Navrongo, anschließend die St. Mary’s Middle School. Von 1956 bis 1962 besuchte er das Kleine Seminar St. Charles Borromeo in Tamale und die Government Secondary School. Von 1962 bis 1968 studierte er am Priesterseminar St. Victor in Tamale. Nach der Promotion zum Dr. theol. empfing er am 3. August 1968 die Priesterweihe.
Papst Johannes Paul II. ernannte ihn 1994 zum Bischof von Navrongo-Bolgatanga. Die Bischofsweihe spendete ihm am 29. Juni 1994 Erzbischof André Pierre Louis Dupuy, Apostolischer Nuntius in Ghana; Mitkonsekratoren waren der Erzbischof von Tamale und spätere Kardinal, Peter Poreku Dery, und sein Amtsvorgänger Rudolph A. Akanlu.
Abadamloora engagierte sich insbesondere für die HIV/AIDS-Prävention und Bildung. Er wurde maßgeblich unterstützt durch die Catholic Relief Services. Persönlich befreundet mit dem Imam von Bolgatanga engagierte er sich für eine christlich-muslimische Freundschaft. Bischof Abadamloora hatte regen Kontakt mit dem Bistum Münster und war Gast bei der Amtseinführung des Würzburger Bischofs Friedhelm Hofmann.
Lucas Abadamloora war als Nachfolger von Peter Kardinal Turkson seit 2004 Präsident der Bischofskonferenz in Ghana. Er starb mit 71 Jahren im Bischofsamt.